# Ескадрені міноносці типу «Індоміто» (1955)
Ескадрені міноносці типу «Індоміто» (італ. Classe Indomito), також відомі як Ескадрені міноносці типу «Імпетуозо» (англ. Impetuoso-class destroyer) — серія ескадрених міноносців ВМС Італії. 
Ескадрені міноносці типу «Індоміто» були першими італійськими есмінцями, збудованими після закінчення Другої світової війни.

## Представники
| Корабель                | Виготовлювач                      | Бортове позначення | Закладено           | Спущено              | У строю             | Статус                                           |
| ----------------------- | --------------------------------- | ------------------ | ------------------- | -------------------- | ------------------- | ------------------------------------------------ |
| «Імпетуозо» «Impetuoso» | «Cantiere navale di Riva Trigoso» | D 558              | 7 травня 1952 року  | 16 вересня 1956 року | 25 січня 1958 року  | Виключений зі складу флоту у 1983 році           |
| «Індоміто» «Indomito»   | «Ansaldo», Ліворно                | D 559              | 24 квітня 1952 року | 9 серпня 1955 року   | 23 лютого 1958 року | Виключений зі складу флоту 3 листопада 1980 року |

## Конструкція
Корпус есмінців типу «Індоміто» був розроблений на базі есмінців воєнного часу типу «Команданті Медальє д'Оро». 
Силова установка складалась з 4 парових котлів типу «Foster Wheele» і 2 парових турбін потужністю 65 000 к.с., що забезпечували максимальну швидкість у 34 вузли.
Озброєння кораблів складалось з двох здвоєних артилерійських установок із 127-мм гарматами Mark 12 5"/38, а також з 16  40-ии гармат Bofors L60: дві зчетверені установки і чотири здвоєні.
Крім того, на кораблях встановлювались два 533-мм протичовнові торпедні апарати.
Наприкінці 1960-х років кораблі були модернізовані. У носовій частині була встановлена 127/54-мм гармата, у кормовій - пускова установка RIM-24 Tartar. Також було модернізоване радіоелектронне обладнання.

## Галерея

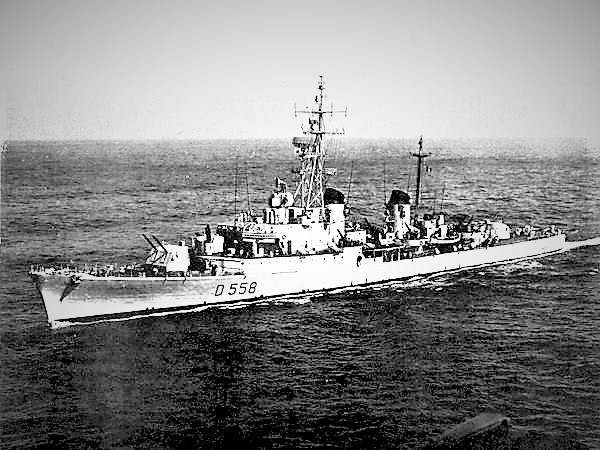
«Імпетуозо»
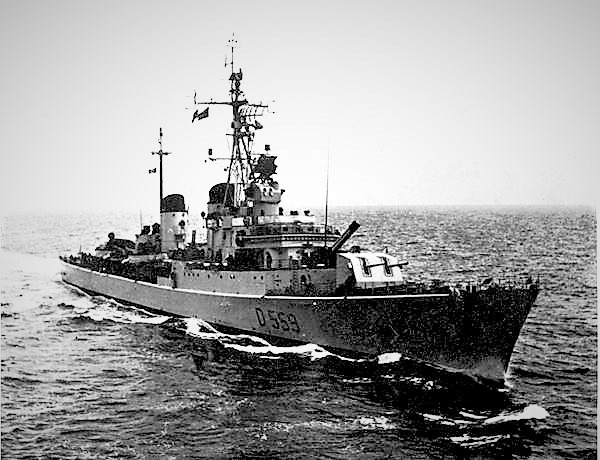
«Індоміто»